# TVB經典台電視劇集列表 (2021年)
本列表列出2021年香港TVB經典台重播節目。

## 重播節目
再生緣、東西宮略、醉打金枝、火舞黃沙、金裝四大才子、聊齋、聊齋（貳）、楚漢驕雄、爭霸、爭分奪秒、My盛Lady、熟男有惑、爸爸閉翳、衝呀！瘦薪兵團、護花危情、駁命老公追老婆、大澳的天空、囧探查過界、缺宅男女、搜下留情、男人之苦、愛生事家庭、女王辦公室、天天天晴、依家有喜、誰家灶頭無煙火、本草藥王、大太監、造王者、耀舞長安、天梯、情人眼裏高一D、森之愛情、你們我們他們、當四葉草碰上劍尖時、赤沙印記@四葉草.2、盛裝舞步愛作戰、淘氣雙子星、五個醒覺的少年、新同居關係、老馮日記、陀槍師姐II、陀槍師姐III、陀槍師姐IV、妙手仁心、九陰真經、碧血劍、天龍八部之六脈神劍、蜀山奇俠、天龍八部之虛竹傳奇、楊家將